# ماتیاس زیمرمن (بازیکن فوتبال، زاده ۱۹۷۰)
ماتیاس زیمرمن (انگلیسی: Matthias Zimmermann؛ زادهٔ ۱۴ سپتامبر ۱۹۷۰) بازیکن فوتبال اهل آلمان است.
از باشگاه‌هایی که در آن بازی کرده‌است می‌توان به باشگاه فوتبال بایرن مونیخ ۲ و باشگاه فوتبال بایرن مونیخ اشاره کرد.